# Jan Barszczewski

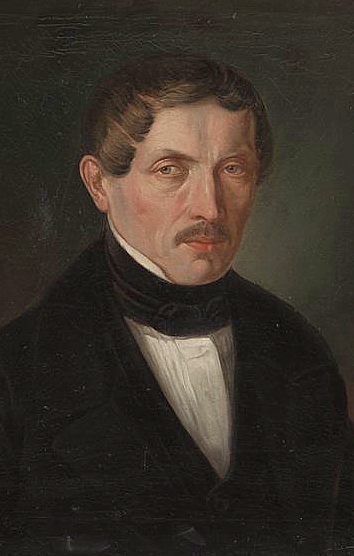
Jan Barszczewski

Jan Barszczewski (belarussisch Ян Баршчэўскі Jan Barschtscheuski; * 1790 oder 1794 im Dorf Murahi, Gouvernement Witebsk, Russisches Kaiserreich; † 11. März 1851 in Tschudniw, Gouvernement Wolhynien, Russisches Kaiserreich) war ein belarussischer und polnischer Dichter und Schriftsteller.

## Leben
Jan Barszczewski kam als Sohn eines unierten Priesters in Murahi (Мурагі), im heute belarussischen Rajon Rassony, zur Welt. Er studierte am Jesuitenakademie in Polazk. Nach seinem Schulabschluss war er kurz in seiner Heimatregion als Tutor tätig. Daran anschließend war er in den 1820er und 1830er Jahren in Sankt Petersburg als Lehrer und schriftstellerisch tätig. Seine Gedichte und Erzählungen schrieb er hauptsächlich auf Polnisch, aber auch auf Belarussisch. In Petersburg traf er den polnischen Nationaldichter Adam Mickiewicz und 1839 den ukrainischen Nationaldichter Taras Schewtschenko, der sich für belarussische Lieder und Werke belarussischer Schriftsteller interessierte. Barszczewskis bekanntestes Werk ist das 1844–1846 in Polnisch publizierte Werk Szlachcic Zawalnia oder Belarus in fantastischen Geschichten. Er reiste viel durch Westeuropa und ließ sich 1847 auf einem Gut bei Schytomyr nieder. Er starb  1851 nach langer Krankheit und wurde auf dem Friedhof in Tschudniw bestattet.